# 911 (песня Элджея)
«911» — песня российского хип-хоп-исполнителя Элджея, выпущенная 4 августа 2020 года в качестве сингла. Она посвящена спортивному автомобилю Porsche 911 производства немецкой компании Porsche AG. Для обложки композиции снялась супруга исполнителя Настя Ивлеева.

## История
Впервые отрывок трека был опубликован Элджеем в своём Instagram-аккаунте 22 июля 2020 года.
Второй анонс сингла состоялся за неделю до официального релиза. Настя Ивлеева опубликовала в своём личном блоге информацию о том, что она, Элджей и их родители заразились коронавирусом. В своём же блоге Элджей опубликовал фрагмент трека «911», при этом выложив фото из кареты скорой помощи.
В день релиза композиции Элджей анонсировал песню, обещая «рассказать то, что давно хотел», и уверял в том, что это будет «лучше любых интервью».

## Отзывы
Артём Кучников, корреспондент издания ТНТ Music, отметил, что музыкальный релиз «выделяется своей лаконичностью и критическим посылом в сторону недоброжелателей». На сайте российского федерального музыкального телеканала «Муз-ТВ» бит «911» назвали минималистичным, а на хип-хоп-портале Rap.ru заметили сходство песни с совместным синглом российского рэп-исполнителя Моргенштерна «Cadillac».
В сентябре 2020 года советский, российский певец Михаил Шуфутинский и украинский рэпер T-Fest раскритиковали «911» в рамках YouTube-шоу «Музыкалити». Шуфутинский оценил песню в четыре балла из десяти возможных, а T-Fest дал композиции оценку в шесть баллов из десяти возможных.

## Чарты
| Чарт (2020)        | Высшая позиция |
| ------------------ | -------------- |
| Россия (ВКонтакте) | 17             |
| Россия (BOOM)      | 15             |
| Россия (YouTube)   | 16             |